# Vitrina

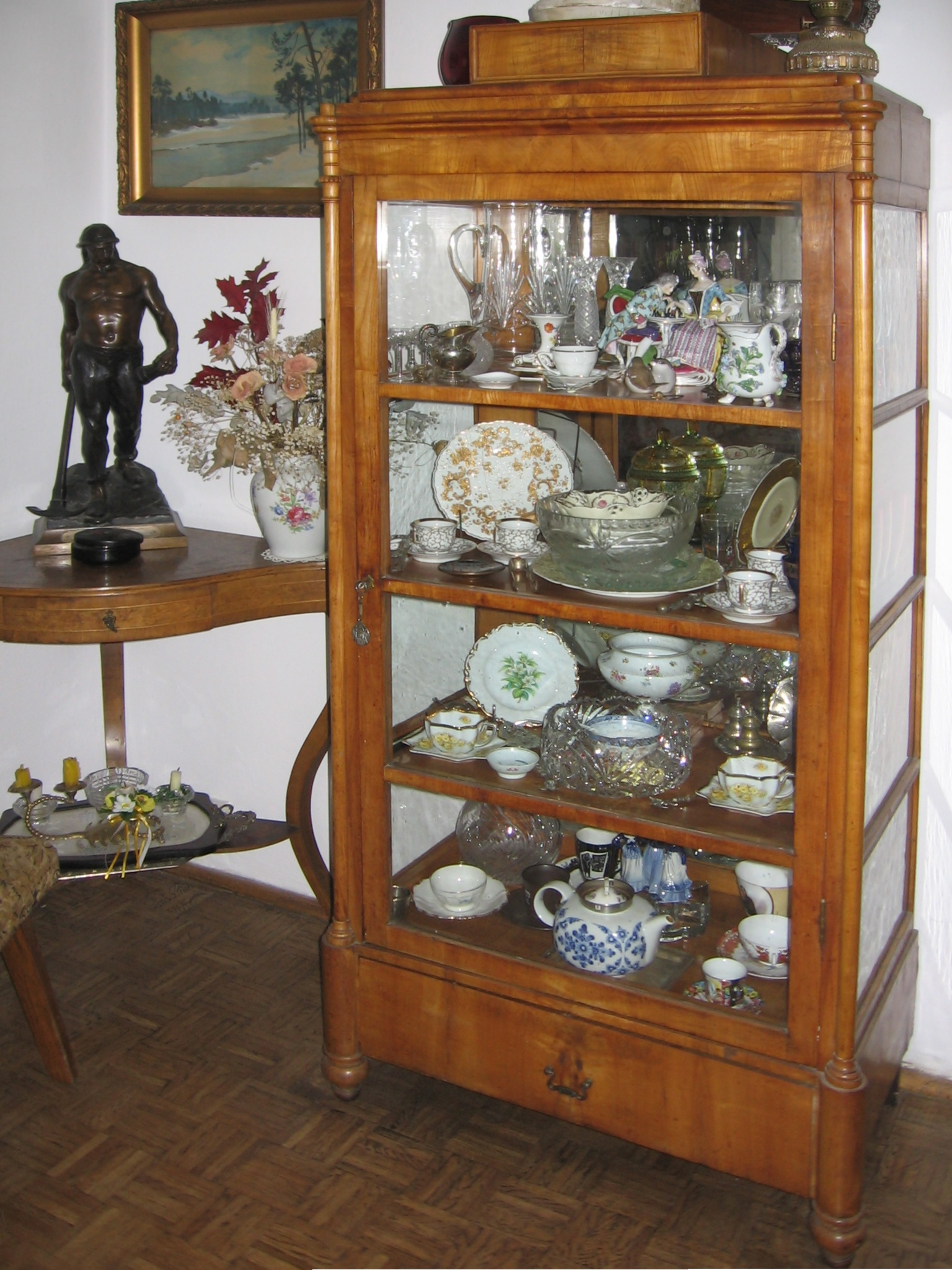
Vitrina doméstica con vajilla y cristalería.

Una vitrina  es un mueble cerrado y acristalado que se utiliza para exponer artículos frágiles o valiosos como son porcelana, joyas, libros antiguos, vajillas, etc. La vitrina preserva los artículos del polvo y los aleja del alcance de personas poco cuidadosas y del público en general. 
Las vitrinas son muebles propios del hogar pero también se encuentran en comercios y en museos para contener los objetos que allí se exhiben. 
Las vitrinas para el hogar son, generalmente, verticales y se fabrican en madera de diversas clases (teca, pino, etc.). Constan de uno o varios estantes en los que se colocan los artículos de forma organizada y estética. Poseen una puerta frontal que se cierra con llave y están acristaladas tanto en su parte frontal como en los laterales. Algunas cuentan con armarios o cajones inferiores en los que se guarda objetos menos adecuados para la exposición. 
En numerosos museos, sobre todo en los arqueológicos y de artes decorativas, los objetos se exponen en vitrinas cerradas con gran superficie acristalada, lo que mejora su visibilidad interior. También existen vitrinas de configuración horizontal en las que se muestran los objetos que, por sus características, deben visualizarse desde arriba. 
En los comercios, también se utilizan vitrinas pero con características más funcionales. Se trata de muebles en muchos casos, desmontables, con bases de madera, perfiles de metal y puertas correderas. Son propias de establecimientos de joyería, bisutería, artículos del hogar y boutiques de moda, entre otros.

## Galería

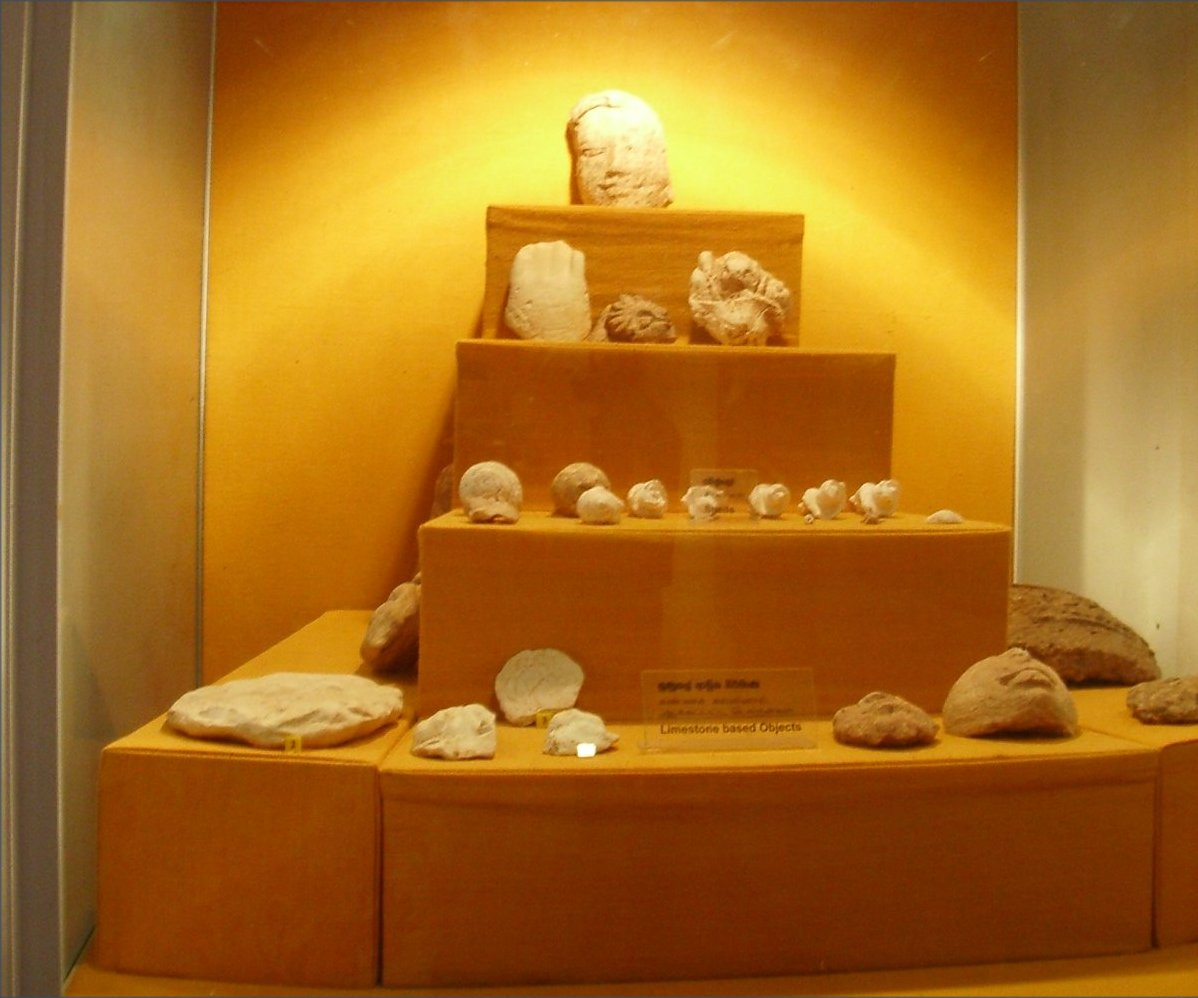
Vitrina en un museo
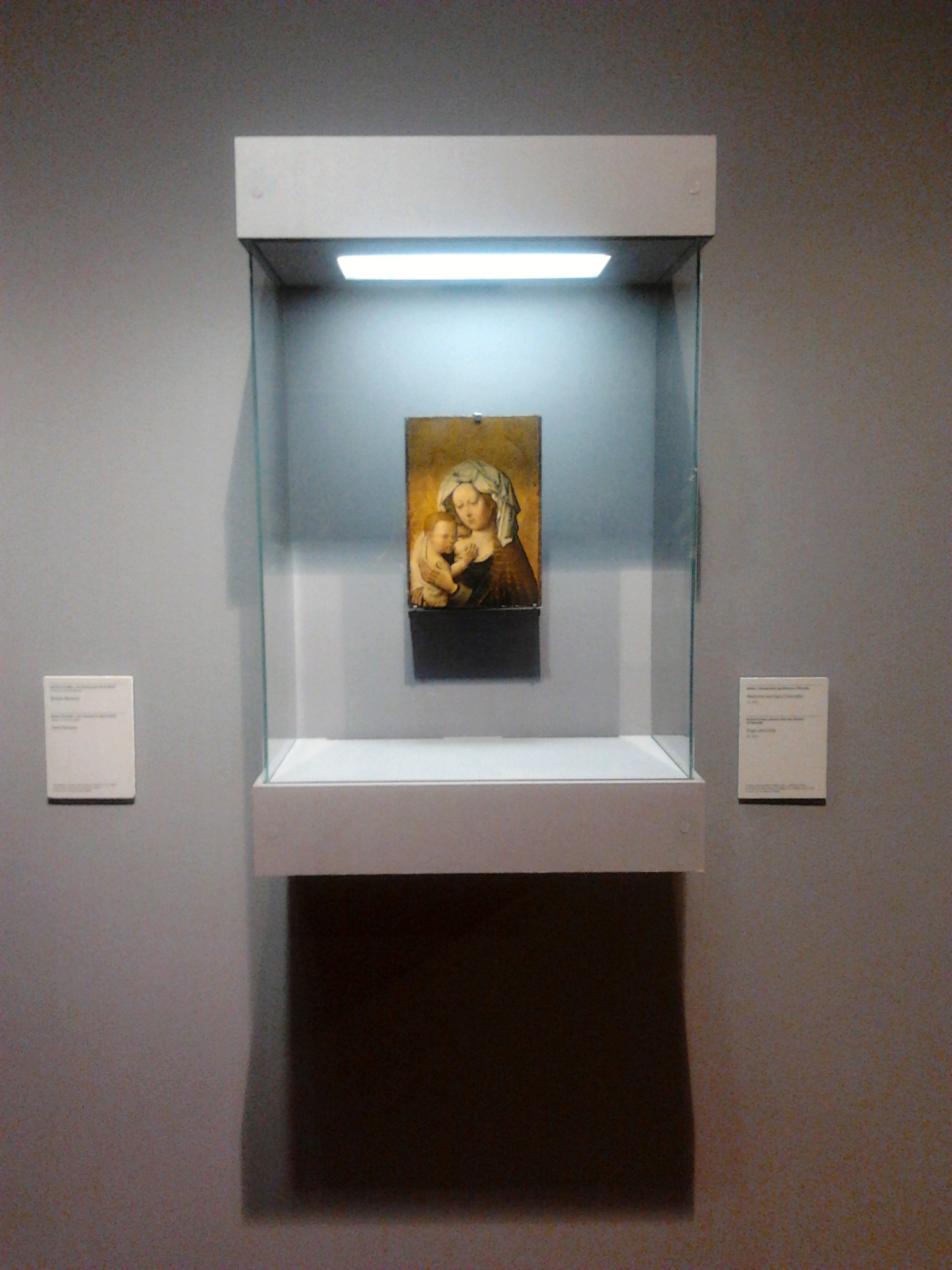
Vitrina con una pintura de seguidor de Robert Campin en el Museo Nacional de Varsovia
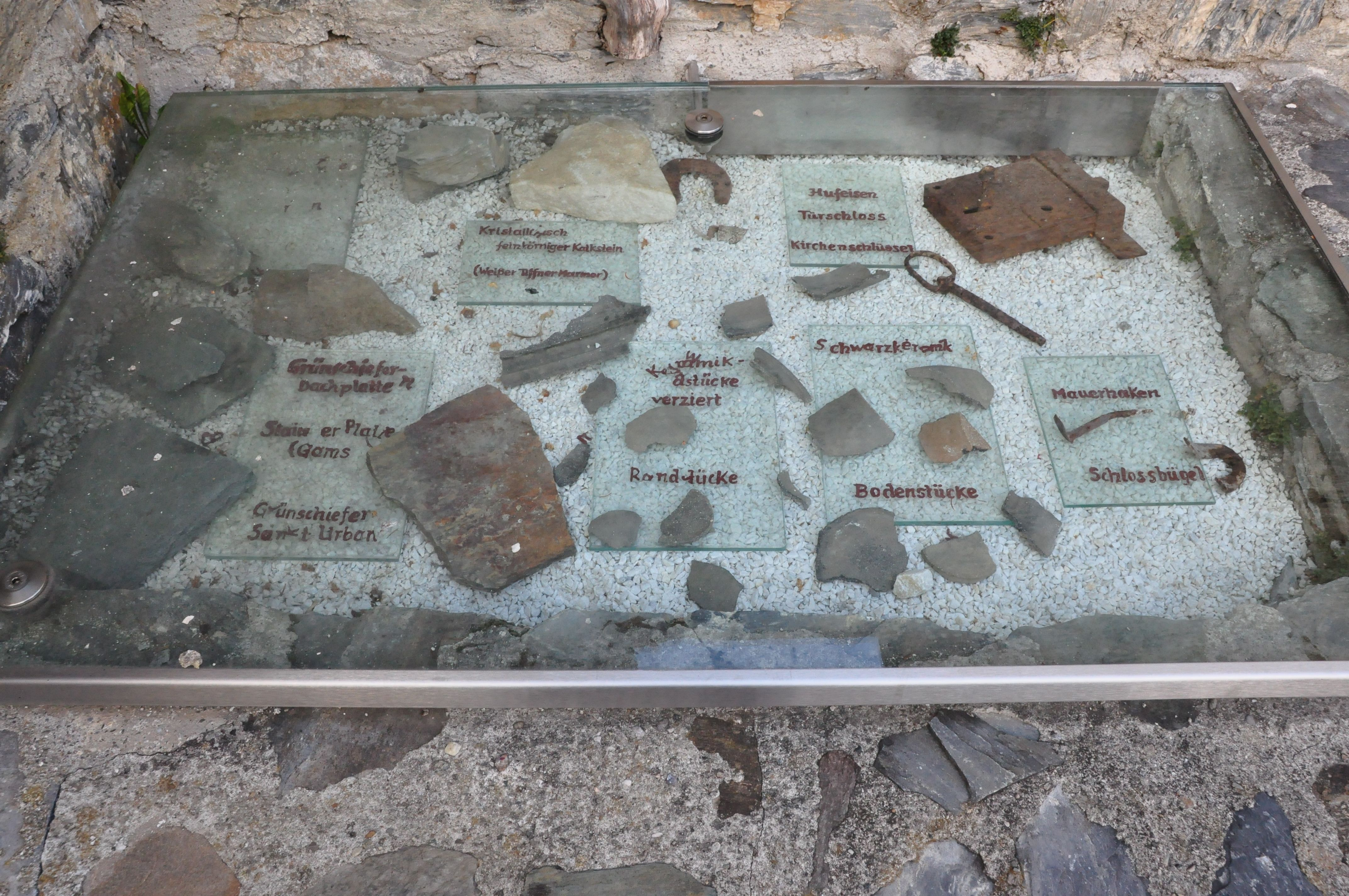
Vitrina bajo el suelo en una iglesia de Carinthia, Austria
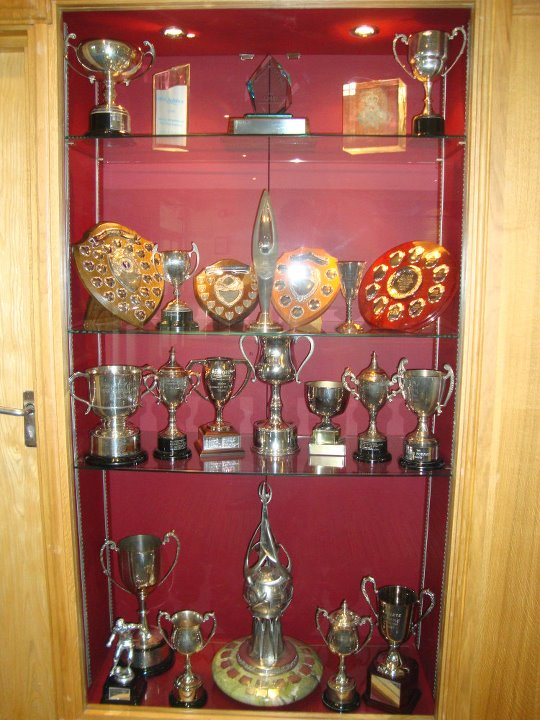
Vitrina de trofeos de la Oxford Aviation Academy
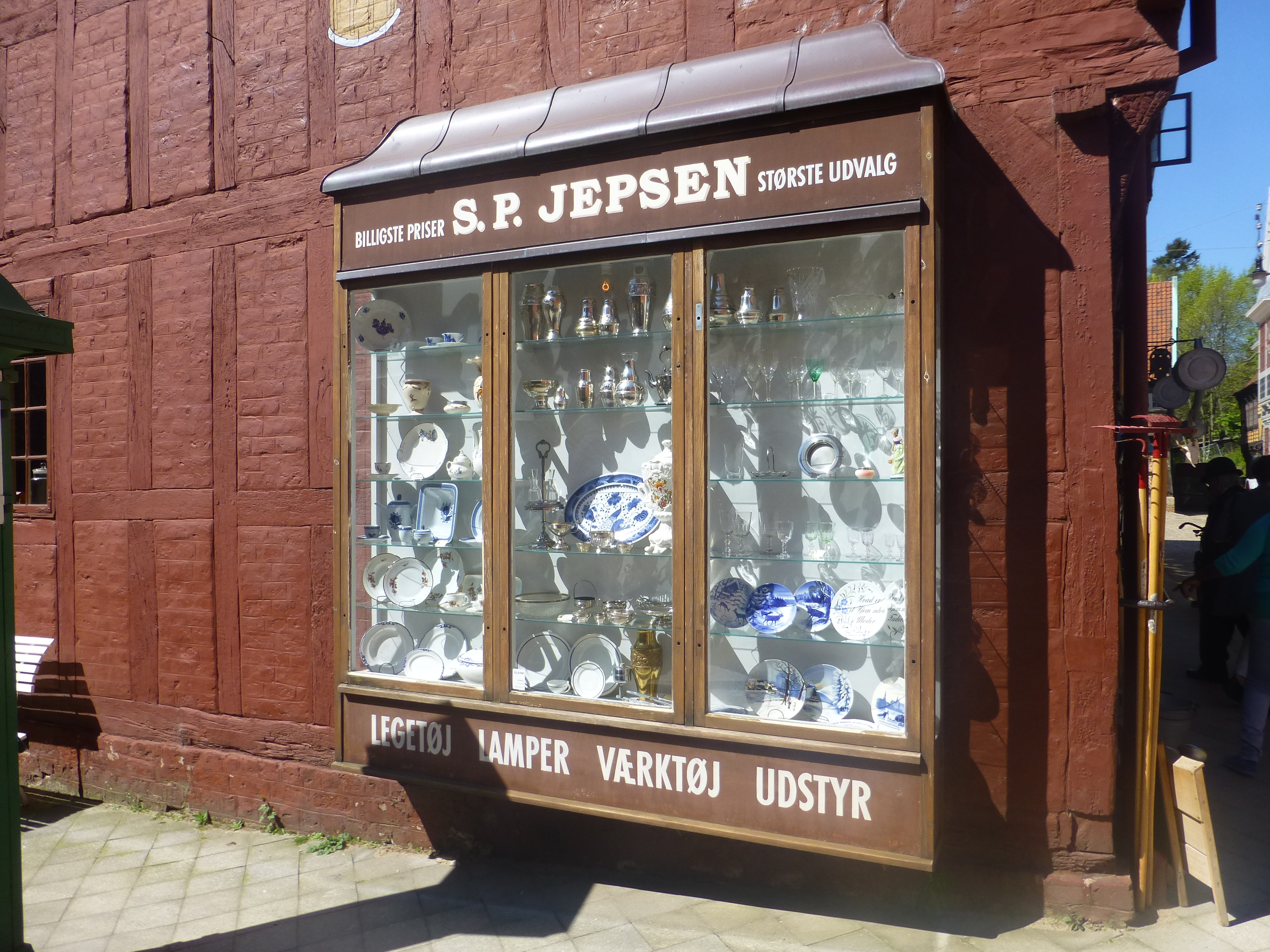
Vitrina exterior con porcelana en Den gamle By en Austria
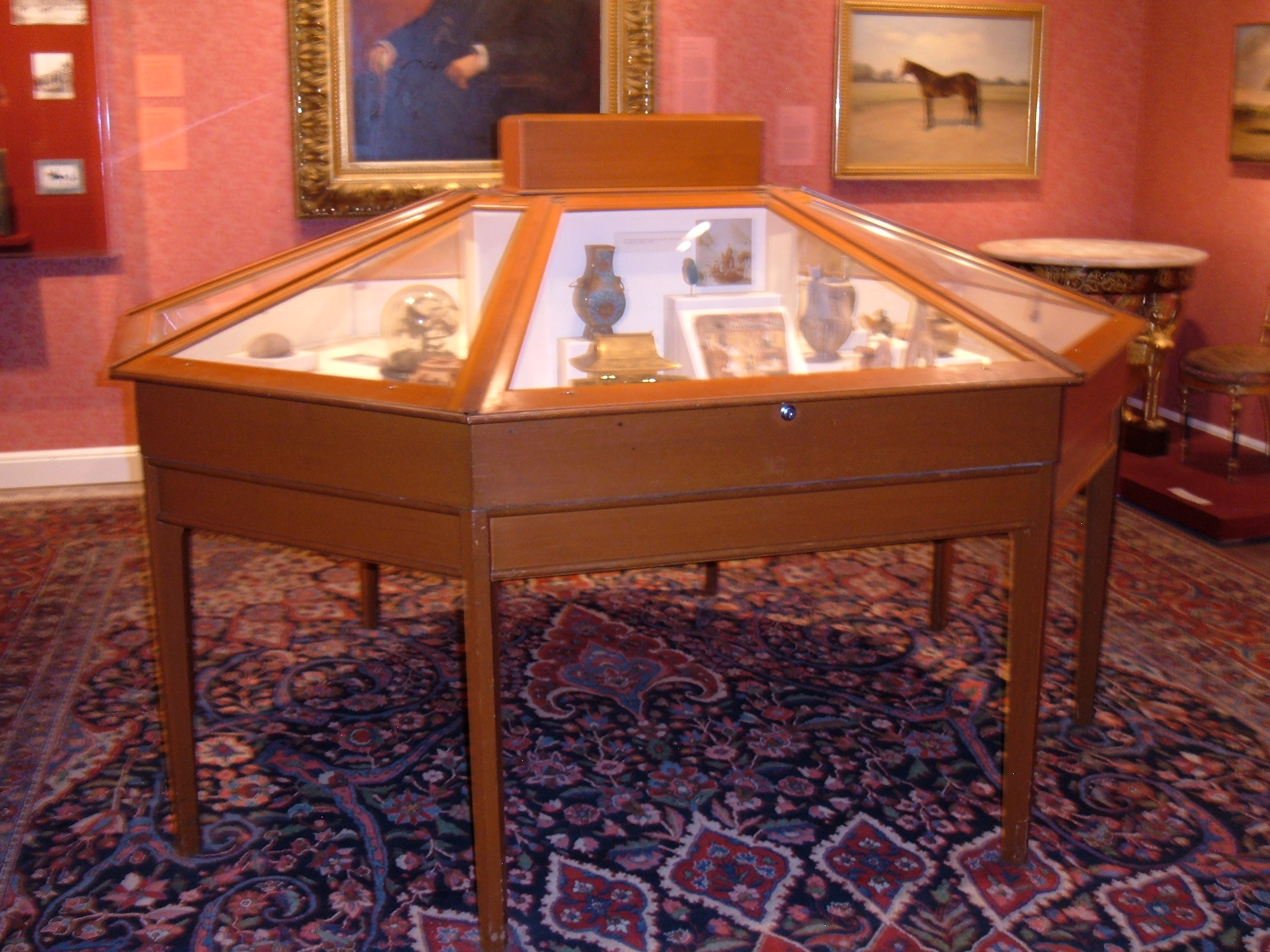
Mueble vitrina en el campus de la Universidad de Stanford en California